# Bik Pepa
Bik Pepa (ur. 19 września 1925 w Szkodrze, zm. 8 sierpnia 1998) – albański poeta, satyryk, aktor teatralny, następnie dziennikarz radiowy.

## Życiorys
Uczył się we franciszkańskim liceum Illyricum w Szkodrze. Należał do trup teatralnych w Tiranie, następnie w Szkodrze.
W 1949 roku ukończył naukę na Wyższym Instytucie Pedagogicznym w Tiranie. Karierę satyryka rozpoczął w 1958 roku. Po zwolnieniu został w ramach reedukacji wysłany do pracy w gospodarstwie rolnym.
W latach 90. pracował w Radiu Szkodra.
Znał języki włoski, francuski, łaciński i grecki.

## Filmografia
- Naga religia (1967)[2]
- Szczęśliwa para (1975)[1]

## Poezje[1]
- Altareve t` besimit
- Atje tek ti
- Buzeqeshja e Mona Lizes
- Cilen jete
- Farketari
- Je vjeshte e gjelberueme
- Kujtimeve
- Liria
- Më ka ra mallFarketari"
- Ne vetmine e nates
- Shpirtin une pyes
- Vdekje permalluese